# Führer
Führer je titula koju je Adolf Hitler uzeo za sebe u kojoj je bila ujedinjena funkcija kancelara i predsjednika Trećeg Reicha. U njemačkom jeziku riječ Führer znači vođa.

## Značenje u Trećem Reichu
Hitler je nakon pobjede na izborima za Reichstag 1933. postao kancelar Njemačke. 1934., nakon smrti predsjednika von Hindenburga, preuzeo je dužnost predsjednika Njemačke. Ubrzo potom je ujedinio poziciju kancelara i predsjednika u jednu, zvanu Führer i preuzeo svu vlast u državi. Nizom uredbi i zakona prebacio je svu vlast na sebe a parlamentu, koji se više nije ni sastajao, je ostavio samo simboličnu ulogu. Njegov slogan »Ein Volk, ein Reich, ein Führer« (»Jedan narod, jedan Reich (država), jedan Führer«) jasno pokazuje njegove težnje za apsolutnom vlašču. Postao je neograničeni diktator. Inspiraciju za sam izraz je vjerojatno dobio od Benita Mussolinija koji je sebe zvao Il Duce, što u talijanskom također znači vođa.
U vojnim poslovima, Hitler je koristio titulu Führer und Oberster Befehlshaber der Wehrmacht (»Vođa i vrhovni zapovjednik Wehrmachta«), ali ju je ukinio 1942.
Izraz Führer se u Njemačkoj koristi kao vojni čin bar od 18. stoljeća. Ironično, s obzirom se Hitler nazivao Führerom kao apsolutnim vladarom Njemačke, čin Führera je označavao zapovjednika koji nema dovoljne kvalifikacije za trajno zapovjedništvo. Na primjer, zapovjednik satnije je bio Kompaniechef (doslovno zapovjednik satnije), ali ako nije imao dovoljno visok čin ili dovoljno iskustva, ili je samo privremeno dobio zapovjedništvo, bio je zvan Kompanieführer.

## Nakon Drugog svjetskog rata
Nakon rata, riječ je potpuno izbačena iz njemačkog jezika. Prisutna je samo u nekim složenicama, npr. Führerschein (vozačka dozvola) i Spielführer (kapetan ekipe).